# Quercus insignis
Quercus insignis — вид рослин з родини букових (Fagaceae); поширений в Америці від південної Мексики до Панами.

## Опис
Це велике напіввічнозелене дерево, заввишки до 30(40) м. Стовбур до 1 м, прямий. Крона округла. Кора блідо-сіро-коричнева, луската. Гілочки товсті, коричнево-жовті, стійко запушені, з численними блідо-сіруватими сочевичками. Листки від довгастих зворотно-яйцюватих або еліптичних, 10–25 × 4–9 см, товсті й жорсткі; основа тупа до серцеподібної, часто асиметрична, рідко закруглена; верхівка загострена; край вигнутий, цілий або віддалено хвилястий або зубчасто-зубчастий; верх темно-зелений, злегка блискучий, голий, за винятком зірчастих волосків уздовж середньої жилки; низ блідо-жовто-зелений, трохи блискучий, голий або з зірчастими волосками, переважно вздовж середньої жилки; ніжка листка густо-волосиста, завдовжки 0.7–2 см. Тичинкові сережки довжиною 9–11 см. Жолуді дуже великі, однорічні, поодинокі або парні, сидячі або на короткій ніжці 0.5 см; горіх 3–4 × 4–7 см; чашечка 4–8 см завширшки, укриває 1/3 горіха, зі сріблястими запушеними лусочками.
Період цвітіння: березень — липень. Дає зрілі плоди в червні — липні в південних районах ареалу Центральної Америки, а в жовтні — у найпівнічніших популяціях. Дерева дуже повільно ростуть і мають дуже довгий життєвий цикл, коли дерева досягають стадії розмноження, вони дають плоди лише з періодичністю від п'яти до десяти років.

## Середовище проживання
Країни поширення: Беліз, Коста-Рика, Гватемала, Гондурас, південна Мексика, Нікарагуа, Панама.
Росте в гірських вологих або тропічних лісах на дубових або сосново-дубових деревостанах; на висотах 1500–2500 м.

## Галерея

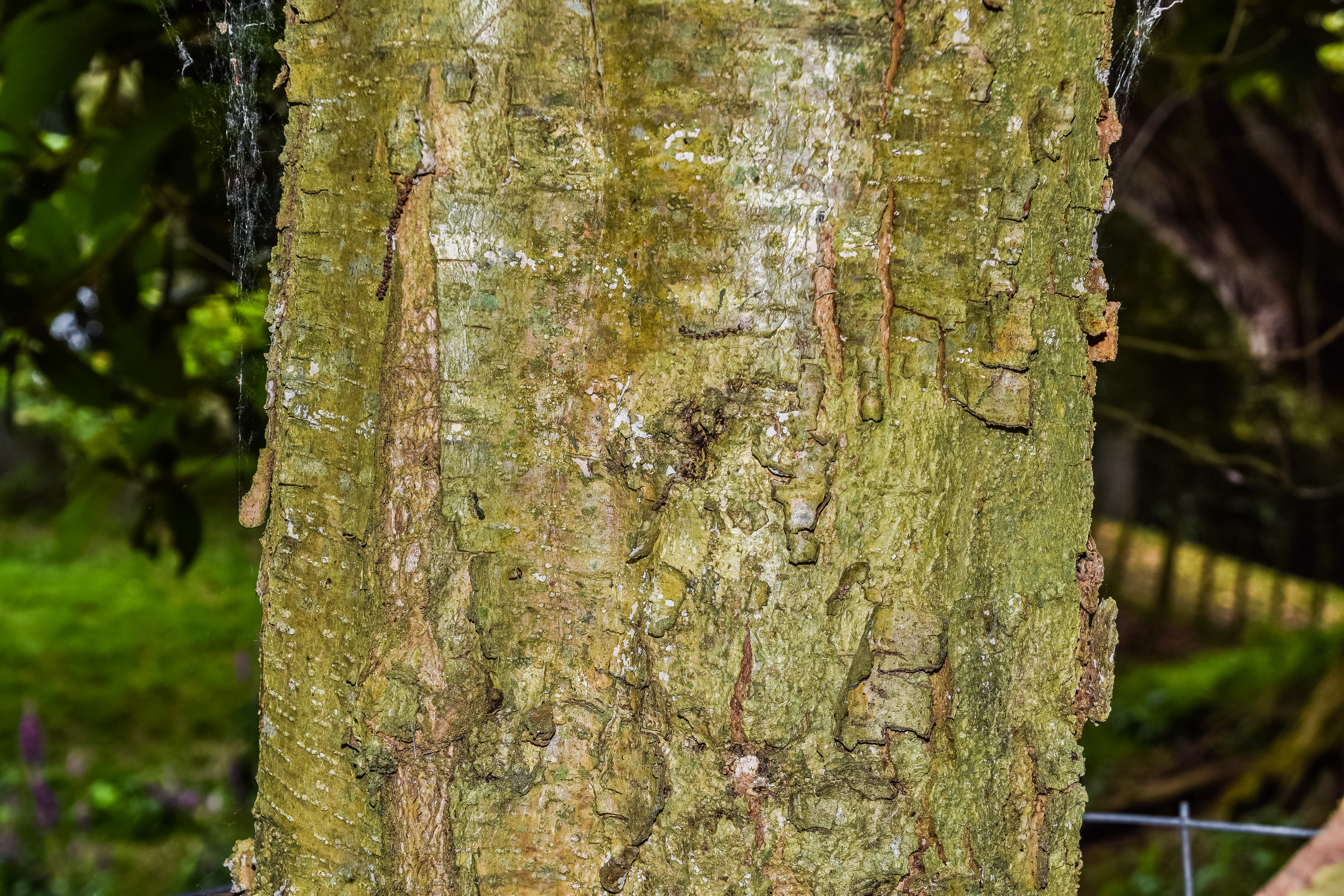
стовбур
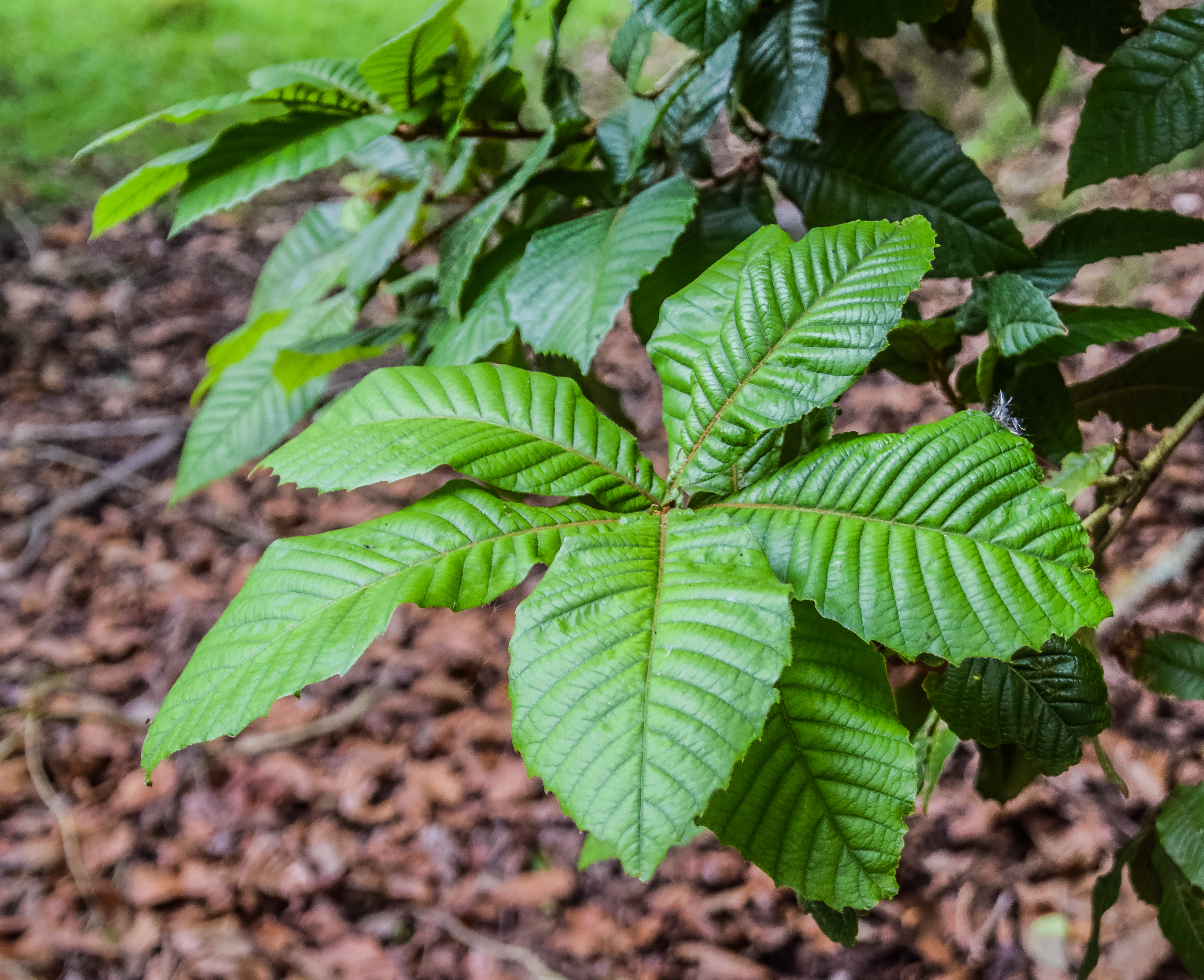
листки